# 傌姓
㐷姓是一个中国罕见姓氏，主要分布于山东省滨州市惠民县辛店镇傌家村。此姓的来源说法不一，《玉篇》《广韵》记载春秋时期有齐国大夫以此为名，或成为其最早的源头。
傌姓后人亦有部分改为祃姓，向外迁徙。紧邻山东的河北省沧州市东光县秦村镇大祃口村、小祃口村是其分布地。